# Сохашвили, Пируз Владимирович
Пируз Владимирович Сохашвили (1936, посёлок Мцхета, Мцхетский район, Грузинская ССР) — звеньевой Мцхетского виноградарского совхоза, Грузинская ССР. Герой Социалистического Труда (1966).

## Биография
Родился в 1936 году в крестьянской семье в посёлке Мцхета (с 1956 года — город). После окончания местной школы трудился на виноградниках местного совхоза. После срочной службы в Советской Армии возвратился в родной посёлок, где продолжил трудиться виноградарем. В середине 1950-х годов назначен звеньевым в Мцхетском виноградарском совхозе.
Звено под его руководством досрочно выполнило коллективное социалистическое обязательство и плановые задания Семилетки (1959—1965) по урожаю винограда. Указом Президиума Верховного Совета СССР от 2 апреля 1966 года удостоен звания Героя Социалистического Труда за «достигнутые успехи в развитии сельского хозяйства, промышленности и науки Грузинской ССР» с вручением ордена Ленина и золотой медали «Серп и Молот» (№ 10895).
За выдающиеся трудовые достижения по итогам работы в годы Восьмой пятилетки (1966—1970) награждён Орденом «Знак Почёта».
После выхода на пенсию проживал в Мцхете.
Награды
- Герой Социалистического Труда
- Орден Ленина
- Орден «Знак Почёта» (08.04.1971)